# 1994년 동계 패럴림픽 메달 집계
1994년 동계 패럴림픽 메달 집계는 1994년 동계 패럴림픽에서 획득한 메달 순으로 매긴 각국의 패럴림픽 위원회들의 목록이다.

## 메달 집계
다음은 국제 패럴림픽 위원회에서 제공하는 정보를 토대로 한 표로, 금메달 · 은메달 · 동메달의 수 순서로 랭킹을 매긴다. 금은동의 수가 모두 동률일 경우, 같은 순위가 되고 IPC 국가 부호의 알파벳 순으로 목록에 표시한다.
주최국인 노르웨이는 연보라색으로 표시되어 있다.
| 순위 | 국가           | 금메달 | 은메달 | 동메달 | 합계 |
| ---- | -------------- | ------ | ------ | ------ | ---- |
| 1    | 노르웨이       | 29     | 22     | 13     | 64   |
| 2    | 독일           | 25     | 21     | 18     | 64   |
| 3    | 미국           | 24     | 12     | 7      | 43   |
| 4    | 프랑스         | 14     | 6      | 11     | 31   |
| 5    | 러시아         | 10     | 12     | 8      | 30   |
| 6    | 오스트리아     | 7      | 16     | 12     | 35   |
| 7    | 핀란드         | 7      | 6      | 11     | 24   |
| 8    | 스웨덴         | 3      | 3      | 2      | 8    |
| 9    | 오스트레일리아 | 3      | 2      | 4      | 9    |
| 10   | 뉴질랜드       | 3      | 0      | 3      | 6    |
| 11   | 스위스         | 2      | 9      | 5      | 16   |
| 12   | 폴란드         | 2      | 3      | 5      | 10   |
| 13   | 스페인         | 1      | 6      | 3      | 10   |
| 14   | 캐나다         | 1      | 2      | 5      | 8    |
| 15   | 네덜란드       | 1      | 0      | 3      | 4    |
| 16   | 덴마크         | 1      | 0      | 2      | 3    |
| 17   | 이탈리아       | 0      | 7      | 6      | 13   |
| 18   | 일본           | 0      | 3      | 3      | 6    |
| 19   | 슬로바키아     | 0      | 3      | 2      | 5    |
| 20   | 카자흐스탄     | 0      | 1      | 0      | 1    |
| 21   | 영국           | 0      | 0      | 5      | 5    |
| 22   | 벨기에         | 0      | 0      | 1      | 1    |
| 22   | 체코           | 0      | 0      | 1      | 1    |
| 22   | 에스토니아     | 0      | 0      | 1      | 1    |
| 22   | 리히텐슈타인   | 0      | 0      | 1      | 1    |
| 합계 | 합계           | 133    | 134    | 132    | 399  |

## 같이 보기
- 1994년 동계 올림픽 메달 집계